# Friedrichstein (Goschen)

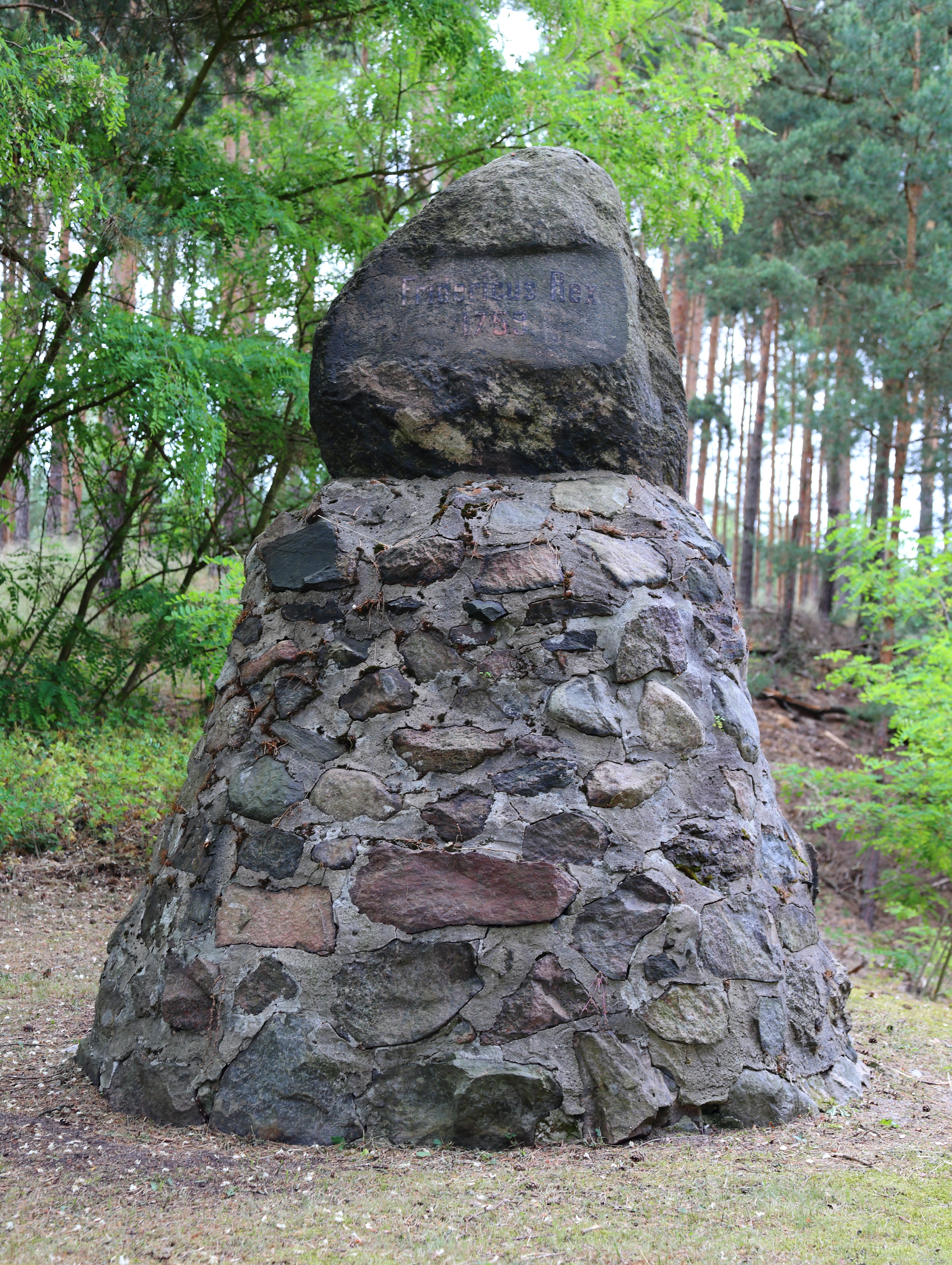
Friedrichstein (2015)

Der Friedrichstein ist ein Gedenkstein in der Nähe des Dorfes Goschen, eines Ortsteils der Stadt Lieberose im Landkreis Dahme-Spreewald in Brandenburg. Der Stein soll an die Schlacht bei Kunersdorf erinnern und ist ein eingetragenes Baudenkmal in der Denkmalliste des Landes Brandenburg.

## Geschichte und Beschreibung
Das Steinmonument steht rund 500 Meter südlich von Goschen in einem Waldstück an der Straße nach Damme. Im Zuge der Schlacht bei Kunersdorf im Siebenjährigen Krieg wurde im Behlower Wald bei Goschen ein Knüppeldamm als Truppentransportweg für die Preußische Armee angelegt. Nach der verlorenen Schlacht soll der preußische König Friedrich II. am 12. August 1759 an dieser Stelle mit seinem Heer gerastet haben.
Der Friedrichstein wurde im Jahr 1912 zum Gedenken an diesen Rastplatz aufgestellt, der Erbauer ist nicht bekannt. Der Stein steht auf einem hohen Sockel aus Bruchsteinen. Auf der Vorderseite befindet sich die Inschrift „Friedericus Rex 1759“, auf der Rückseite „Gewidmet 1912, von getreuen Preussen“.